# Dennis Nilsen
Dennis Andrew Nilsen (Fraserburgh, Skócia, 1945. november 23. – East Riding of Yorkshire, 2018. május 12.) brit sorozatgyilkos volt. Bizonyítottan 6, saját bevallása szerint 12 férfit ölt meg két londoni lakásában 1978 és 1983 között.

## Gyermekkora
Dennis Andrew Nilsen 1945. november 23-án született a skóciai Fraserburgh-ben. Apja alkoholista norvég katona volt. Az anyja, Betty Whyte, 8 év után elvált férjétől, ez követően az anyai nagyszülőknél éltek. Anyja újraházasodott, amikor Dennis 9 éves volt, nagyapja pedig, akihez erősen kötődött, elhunyt. A férfi halála Dennist teljesen összetörte.  Ekkor kezdett elmagányosodni, és egyre zárkózottabb lett. Saját bevallása szerint első gyilkosságának a magány volt a fő oka. „Kezdetben csak társaságot kerestem, és azt hittem, majd minden megoldódik.”

## A gyilkosságok
Nilsen felhívta áldozatait a lakására (elsősorban fiatal férfiakat és kamaszfiúkat), hogy szexuális kapcsolatot létesítsenek, majd leitatta és megfojtotta (nyakkendővel, vízzel) őket. A holttesteket általában azonnal megmosdatta, majd felöltöztette. Volt, amelyikkel hónapokig együtt aludt, majd feldarabolta őket, és fóliába csomagolva a padló alatt helyezte el a darabokat. Később (körülbelül fél év után) felnyitotta a padlót, és a kertben elégette a részeket. Volt, akiket ezzel szemben megfőzött, vagy apró darabokban a WC-n keresztül próbált meg eltüntetni.
A szomszédok hívatták a szerelőket, amikor a WC-jük teljesen eldugult. A munkások húsdarabokat találtak a rendszerben, amelyekről feltételezték, hogy állati maradványok lehetnek. Azonban az elemzés kimutatta, hogy a rothadt szerves anyag emberi testből származik. A rendőrség ekkor figyelt fel először Nilsenre.
A nyomozás során rengeteg további emberi maradványt találtak a lakásban. A padló alatt, a konyhaszekrényben, de a kertben is. Nilsen készséggel megmutatta korábbi lakásában is az elrejtett testrészeket. A pszichológiai tesztek egyértelműen kimutatták, hogy nem épelméjű.
A rendőrségnek bevallotta: 15 férfi meggyilkolásában bűnös. Vallomásaiban szívesen beszélt az esetekről, és hihetetlen részletességgel tárta a nyomozók elé tetteit. Élvezte, hogy az emberek borzonganak a történetén. Sok mindent a rendőrök el sem hittek, amíg nem találtak minden nyomot úgy, ahogy azt leírta. Áldozatairól még képeket is rajzolt.

### Áldozatai
Összesen tizenöt áldozattal végzett, de mindössze az elsőt és az utolsó négyet sikerült azonosítani.
- Gyilkosság 1, Stephen Dean Holmes: Nilsen első gyilkosságát 1978. december 30-án követte el. Első áldozatával, a 14 éves Stephen Dean Holmesszal egy melegbárban találkozott. Nilsen addig fojtogatta a fiút egy nyakkendővel, míg az el nem veszítette az eszméletét, ezt követően pedig vízbe fojtotta. 2006. január 12-én jelentették be, hogy azonosították a holttestét. Holmes egy koncertről tartott hazafelé. 2006. november 6-án Nilsen végül bevallotta Holmes megölését egy, az Evening Standard-nek a cellájából küldött levélben.[3] Nilsent nem vádolták meg ezzel a gyilkossággal, mivel az ügyészség úgy határozott, hogy nem tart nagy közérdeklődésre számot.[4]
- Az első és a második gyilkosság között Nilsen megkísérelte megölni Andrew Ho hongkongi diákot, akivel a "The Salisbury public house"-ban találkozott a St. Martin's Lane-en. Annak ellenére, hogy később beismerte a rendőrségnek az incidenst, azzal kapcsolatban nem vonták felelősségre, és emiatt nem tartóztatták le.
- Gyilkosság 2, Kenneth Ockendon: A második áldozat egy 23 éves kanadai diák, Kenneth Ockendon volt. Nilsen a turistával egy sörözőben találkozott 1979. december 3-án, és elvitte őt egy kirándulásra London belvárosába. Ezután visszamentek Nilsen lakására újabb italokat inni. Nilsen megfojtotta a fejhallgató zsinórjával, miközben Ockendon egy felvételt hallgatott. Ő egyike volt azon néhány áldozatnak, akiket eltűnt személyként tartottak nyilván.
- Gyilkosság 3, Martyn Duffey: Martyn Duffey 16 éves fiú volt, aki elszökött otthonról Birkenheadből. 1980. május 17-én[5] elfogadta Nilsen invitálását, hogy menjenek fel a lakására. Nilsen fojtogatta, majd belefojtotta Duffeyt a konyhai mosogatóba.[6]
- Gyilkosság 4, Billy Sutherland: Billy Sutherland 26 éves skót fiú volt, aki homoszexuális prostituáltként dolgozott. Sutherland Nilsennel egy sörözőben találkozott 1980 augusztusában. Nilsen nem tudott visszaemlékezni, miként végzett Sutherlanddel; mindazonáltal később feltárták, hogy puszta kézzel fojtotta meg.

## A tárgyalás
1983. november 4-én Dennis Nilsent a bíróság bűnösnek találta 6 férfi meggyilkolásában (bár későbbi saját bevallása szerint 12 férfit ölt meg), és életfogytiglani börtönbüntetésre ítélte.